# Pseudhammus impressifrons
Pseudhammus impressifrons là một loài bọ cánh cứng trong họ Cerambycidae.